# Rodebachtal-Niederbusch
Koordinaten: 50° 59′ 0″ N, 6° 2′ 26″ O
Das Naturschutzgebiet Rodebachtal-Niederbusch liegt auf dem Gebiet der Gemeinde Gangelt im Kreis Heinsberg in Nordrhein-Westfalen.
Das Gebiet erstreckt sich südöstlich des Kernortes Gangelt und nördlich und nordöstlich von Niederbusch, einem Ortsteil von Gangelt, entlang des Rodebachs. Durch das Gebiet hindurch verläuft die Landesstraße L 272 und nördlich die L 47. Westlich verläuft die Staatsgrenze zu den Niederlanden. Westlich erstreckt sich das etwa 49,8 ha große  Naturschutzgebiet Rodebach-Gangelt/Mindergangelt und südwestlich – auf dem Gebiet der Niederlande – das Natuurgebied Rode Beek-Heringsbosch.

## Bedeutung
Das etwa 28,6 ha große Gebiet wurde im Jahr 2008 unter der Schlüsselnummer HS-018 unter Naturschutz gestellt. Schutzziele sind
- die Erhaltung eines grünlandgeprägten, strukturreichen Feuchtniederungsbereiches mit landesweiter Bedeutung, auch für den grenzüberschreitenden Biotopverbund,
- die Wiederherstellung als Lebensraum ehemals vorhandener feuchteabhängiger Tier- und Pflanzenarten, insbesondere hinsichtlich der Wiederherstellung von Feuchtgrünland,
- die Wiederherstellung der moorspezifischen hydrologischen Verhältnisse eines Niedermoores sowie Erhaltung morphologischer Strukturen,
- aus naturgeschichtlichen, landeskundlichen und erdgeschichtlichen Gründen die Erhaltung seltener Niedermoorböden sowie
- der Schutz und die Entwicklung der verbliebenen Niedermoorstandorte als seltener und stark gefährdeter Lebensraum.[2]